# 1270
- Wikisource

| Calendário gregoriano                                                        | 1270 MCCLXX                                          |
| Ab urbe condita                                                              | 2023                                                 |
| Calendário arménio                                                           | 719 – 720                                            |
| Calendário bahá'í                                                            | -574 – -573                                          |
| Calendário budista                                                           | 1814                                                 |
| Calendário chinês                                                            | 3966 – 3967 Início a 24 de janeiro (aproximadamente) |
| Calendário copta                                                             | 986 – 987                                            |
| Calendário etíope                                                            | 1262 – 1263                                          |
| Calendários hindus - Vikram Samvat - Calendário nacional indiano - Cáli Iuga | 1325 – 1326 1191 – 1192 4370 – 4371                  |
| Calendário Holoceno                                                          | 11270                                                |
| Calendário islâmico                                                          | 668 – 669                                            |
| Calendário judaico                                                           | 5030 – 5031                                          |
| Calendário persa                                                             | 648 – 649                                            |
| Calendário rúnico                                                            | 1520                                                 |
| Calendário solar tailandês                                                   | 1813                                                 |

1270 (MCCLXX, na numeração romana) foi um ano comum do século XIII do Calendário Juliano, da Era de Cristo, e a sua letra dominical foi E (52 semanas), teve início a uma quarta-feira, terminou também a uma quarta-feira.
No reino de Portugal estava em vigor a Era de César que já contava 1308 anos.
| Ano completo                        |
| ----------------------------------- |
| Ano comum com início à quarta-feira |

## Eventos
- Término da oitava cruzada.
- Doação do Senhorio de Portalegre, Marvão, Arronches e Vide ao Afonso de Portugal, irmão de D. Dinis.

## Nascimentos
- João Pires Marinho, nobre medieval do Reino de Portugal e senhor da Domus Fortis, denominada Torre de Marinhos.
- João Ramires de Gusmão, foi Senhor de Aviados.
- Blasco Ximeno de Ávila foi Senhor de Ávila.

## Mortes
- 25 de Agosto - Rei Luís IX de França.
- 3 de Maio - Bela IV da Hungria n. 1206, foi rei da Hungria entre 1235 e 1270.
- Maria Lascarina, foi rainha da Hungria pelo casamento, n. 1206.